# 公营子站
公营子站是一个锦承线上的铁路车站，位于辽宁省喀喇沁左翼蒙古族自治县公营子镇，建于1934年，目前为四等站，邮政编码为122304。目前客运：办理旅客乘降；行李、包裹托运；货运：办理整车、零担货物发到。

## 旅客列车目的地
目前在公营子站停靠的旅客列车全部由沈阳铁路局担当：
| 列車所屬路局 | 目的地                             |
| ------------ | ---------------------------------- |
| 沈阳铁路局   | 北京、赤峰、丹东、大连、凌源、沈阳 |